# Shāh Veysābād
Shāh Veysābād (persiska: شاه ویس آباد) är en ort i Iran.   Den ligger i provinsen Kermanshah, i den nordvästra delen av landet, 400 km väster om huvudstaden Teheran. Shāh Veysābād ligger 1 454 meter över havet och antalet invånare är 181.
Terrängen runt Shāh Veysābād är varierad. Runt Shāh Veysābād är det ganska tätbefolkat, med 60 invånare per kvadratkilometer. Närmaste större samhälle är Armanī Jān, 5,7 km sydväst om Shāh Veysābād. Trakten runt Shāh Veysābād består till största delen av jordbruksmark.